# Élections locales polonaises de 2018
Les élections locales polonaises de 2018 ont lieu les 21 octobre et 4 novembre 2018 en Pologne afin d'élire pour cinq ans les conseils provinciaux, les conseils de comtés et les maires des municipalités du pays. Il s'agit des premières élections depuis l'allongement de la durée des mandats locaux, qui passe de quatre à cinq ans. 
Ces élections sont une victoire pour le parti Droit et Justice, au pouvoir depuis 2015, et également l'achèvement d'une transition vers un bipartisme entre le PiS et le PO. Le Parti paysan polonais perd son ancrage local et chute lourdement, devenant ainsi le grand perdant de ces élections. 
Loin derrière, la gauche est au coude-à-coude avec le mouvement antisystème Kukiz'15, et le mouvement Activistes locaux non-partisans, qui remportent un faible nombre d'élus.

## Élections provinciales

### Résultats nationaux[1]
|                          | Droit et justice (PiS)                   | 34,13 | 7,25  | 254 | 83            |  |  |
|                          | Coalition civique (PO)                   | 26,97 | 0,68  | 194 | 15            |  |  |
|                          | Parti paysan polonais (PSL)              | 12,07 | 11,81 | 70  | 87            |  |  |
|                          | Alliance de la gauche démocratique (SLD) | 6,62  | 2,17  | 11  | 17            |  |  |
|                          | Kukiz'15 (K'15)                          | 5,63  | Nv.   | 0   | en stagnation |  |  |
|                          | Activistes locaux non-partisans (BS)     | 5,28  | 4,43  | 15  | 11            |  |  |
|                          |                                          |       |       |     |               |  |  |
| Votes valides            |                                          |       |       |     |               |  |  |
| Votes blancs et nuls     |                                          |       |       |     |               |  |  |
| Total                    | Total                                    | 100   | -     | 552 |               |  |  |
| Abstentions              |                                          |       |       |     |               |  |  |
| Inscrits / Participation |                                          |       |       |     |               |  |  |

### Basse-Silésie
|                          |                                          |           |       |       |             |               |  |
| Parti ou coalition       | Parti ou coalition                       | Voix      | %     | +/-   | Conseillers | +/-           |  |
|                          | Droit et justice (PiS)                   | 320 908   | 28,53 | 6,36  | 14          | 5             |  |
|                          | Coalition civique (PO)                   | 289 831   | 25,77 | 6,82  | 13          | 3             |  |
|                          | Activistes locaux non-partisans (BS)     | 168 442   | 14,98 | 3,05  | 6           | 2             |  |
|                          | Basse-Silésie civique (ODS)              | 93 260    | 8,29  | Nv.   | 2           | 2             |  |
|                          | Alliance de la gauche démocratique (SLD) | 61 889    | 5,50  | 4,48  | 0           | 2             |  |
|                          | Parti paysan polonais (PSL)              | 58 820    | 5,23  | 10,67 | 1           | 4             |  |
|                          | Kukiz'15 (K'15)                          | 53 800    | 4,78  | Nv.   | 0           | en stagnation |  |
|                          | Autres                                   | 77 867    | 6,92  | -     | 0           | en stagnation |  |
|                          |                                          |           |       |       |             |               |  |
| Votes valides            | Votes valides                            | 1 124 817 | 93,25 |       |             |               |  |
| Votes blancs et nuls     | Votes blancs et nuls                     | 81 371    | 6,75  |       |             |               |  |
| Total                    | Total                                    | 1 206 188 | 100   | -     | 36          | en stagnation |  |
| Abstentions              | Abstentions                              |           | 46,99 |       |             |               |  |
| Inscrits / Participation | Inscrits / Participation                 |           | 53,01 |       |             |               |  |

| Coalition sortante | Nouvelle coalition |
| ------------------ | ------------------ |
| PO-BS-PSL          | PiS-BS             |

### Couïavie-Poméranie
|                          |                                          |         |       |       |             |               |  |
| Parti ou coalition       | Parti ou coalition                       | Voix    | %     | +/-   | Conseillers | +/-           |  |
|                          | Coalition civique (PO)                   | 273 800 | 34,66 | 1,99  | 14          | en stagnation |  |
|                          | Droit et justice (PiS)                   | 223 357 | 28,27 | 7,12  | 11          | 5             |  |
|                          | Parti paysan polonais (PSL)              | 113 012 | 14,31 | 10,02 | 4           | 6             |  |
|                          | Alliance de la gauche démocratique (SLD) | 71 131  | 9,00  | 3,25  | 1           | 1             |  |
|                          | Kukiz'15 (K'15)                          | 45 011  | 5,70  | Nv.   | 0           | en stagnation |  |
|                          | Autres                                   |         | 8,06  | -     | 0           | en stagnation |  |
|                          |                                          |         |       |       |             |               |  |
| Votes valides            | Votes valides                            | 790 007 | 92,80 |       |             |               |  |
| Votes blancs et nuls     | Votes blancs et nuls                     | 61 332  | 7,20  |       |             |               |  |
| Total                    | Total                                    | 851 329 | 100   | -     | 30          | 3             |  |
| Abstentions              | Abstentions                              |         | 47,17 |       |             |               |  |
| Inscrits / Participation | Inscrits / Participation                 |         | 52,83 |       |             |               |  |

| Coalition sortante | Nouvelle coalition |
| ------------------ | ------------------ |
| PO-PSL             | PO-PSL             |

### Lublin
|                          |                                          |         |       |       |             |               |  |
| Parti ou coalition       | Parti ou coalition                       | Voix    | %     | +/-   | Conseillers | +/-           |  |
|                          | Droit et justice (PiS)                   | 385 422 | 44,04 | 12,16 | 18          | 5             |  |
|                          | Parti paysan polonais (PSL)              | 168 291 | 19,30 | 13,13 | 7           | 5             |  |
|                          | Coalition civique (PO)                   | 159 167 | 18,19 | 0,98  | 7           | en stagnation |  |
|                          | Kukiz'15 (K'15)                          | 58 072  | 6,64  | Nv.   | 0           | en stagnation |  |
|                          | Alliance de la gauche démocratique (SLD) | 51 520  | 5,89  | 1,05  | 1           | en stagnation |  |
|                          | Autres                                   |         | 5,94  |       | 0           | en stagnation |  |
|                          |                                          |         |       |       |             |               |  |
| Votes valides            | Votes valides                            | 875 101 | 93,69 |       |             |               |  |
| Votes blancs et nuls     | Votes blancs et nuls                     | 58 892  | 6,31  |       |             |               |  |
| Total                    | Total                                    | 933 993 | 100   | -     | 33          | en stagnation |  |
| Abstentions              | Abstentions                              |         | 45,71 |       |             |               |  |
| Inscrits / Participation | Inscrits / Participation                 |         | 54,29 |       |             |               |  |

| Coalition sortante | Nouvelle coalition |
| ------------------ | ------------------ |
| PSL-PO             | PiS                |